# Варданін (округ)
Варданін (араб. معتمدية الوردانين) — округ в Тунісі у регіоні Сахель. Входить до складу вілаєту Монастір. Центр округу — м. Варданін. Станом на 2004 рік загальна чисельність населення становила 18852 особи.